# Agnes Sandström
Agnes Charlotta Sandström, född Bengtsson 8 november 1887, död 1 december 1985, var en svensk kvinna som var en av de sista överlevande från Titanics förlisning den 15 april 1912. Hon var den sista överlevande som föddes i Sverige.

## Biografi
Agnes Charlotta Bengtsson föddes den 8 november 1887 i Lerbäck, Örebro län och var dotter till Bengt och Lovisa Eriksson Bengtsson. Hon hade sju äldre syskon, och senare tre yngre syskon. Hon emigrerade till USA 1906, där hon förälskade sig i järnarbetaren Hjalmar Leonard Sandström, också en svensk invandrare. Deras första dotter, Marguerite Rut, föddes i Chicago, Illinois, den 23 mars 1908. De gifte sig den 23 juni 1909. De flyttade senare till San Francisco, Kalifornien, där deras andra dotter, Beatrice Irene, föddes den 9 augusti 1910. Agnes och hennes döttrar hade återvänt till Sverige för att besöka vänner och familj, och i april 1912 var de redo att återvända till Amerika.

## Passagerare påTitanic
Den 24-åriga Agnes, 4-åriga Marguerite och 20-månader gamla Beatrice gick ombord Titanic den 10 april 1912 i Southampton, England, som passagerare i tredje klass. De var tre av ett sällskap på tio svenskar på väg till Kalifornien. De skulle ursprungligen inte resa medTitanic men flyttades på grund av en kolstrejk i många brittiska fartyg vid den tiden.  Agnes och hennes döttrar delade hytt med Elna Ström och hennes dotter Telma.  
Natten då kollisionen inträffade var Agnes vaken och pratade med Elna. Hon [Agnes] återkallade senare,

"Medan vi satt där och pratade hördes en stöt, något träffade oss. Vi förstod inte det först, men senare kom de och berättade att fartyget hade träffat ett isberg, att det fanns ett hål men att det snart skulle lagas och vi sedan kunde åka vidare igen."

Agnes och hennes döttrar började sin väg upp till båtdäcket. Hon trodde att hennes hyttkamrater hade följt efter henne, men när hon vände sig om insåg hon att de inte var där. Agnes såg aldrig Elna och Telma igen. Hon och hennes döttrar lyckades fly i livbåt nummer 13. 
Agnes, Marguerite och Beatrice plockades upp av RMS Carpathia tidigt nästa morgon. Elna och Telma omkom i förlisningen, och deras kroppar identifierades eller återfanns aldrig.  Av de tio svenskar som var på väg till Kalifornien överlevde endast fem, inklusive familjen Sandström. Vid ankomsten till New York lades Agnes och hennes döttrar in på sjukhus innan de fortsatte till San Francisco.  Familjen Sandström, inklusive Hjalmar, flyttade tillbaka till Sverige hösten 1912.

## Senare liv och död
I Sverige fick Agnes och hennes man ytterligare tre barn. Trion som överlevde Titanics förlisning framhävdes i Dagens Nyheter 1961 respektive 1962. Agnes dog den 1 december 1985 i Motala, 98 år gammal och levde längre än både sin man och sin äldsta dotter. Hon var den sista överlevande som föddes i Sverige.

## Beatrices senare år
Beatrice kunde inte minnas någonting om Titanic -resan; hon sa dock att hon en gång, som barn, utbrast: "Titta, månen faller ner", möjligtvis syftade hon på nödraketerna som fartyget avfyrade under förlisningen. Hon försörjde sig genom att bedriva ett bageri i Sverige.
År 1988 återvände Beatrice till USA för första gången sedan 1912, där hon deltog i en sammankomst för överlevande organiserad av Titanic Historical Society. Hon dog den 3 september 1995, vid 85 års ålder. Efter hennes död fanns bara nio överlevare..